# Eumorphus austerus indianus
Eumorphus austerus indianus es una subespecie de coleóptero de la familia Endomychidae.

## Distribución geográfica
Habita en China.